# Jean-Baptiste Baronian
Jean-Baptiste Baronian (Joseph Lous Baronian) (Amberes, 29 de abril de 1942) es un prolífico escritor belga en francés de ascendencia armenia.
Tiene como seudónimo además Alexandre Lous. Es crítico, ensayista y escribe literatura para niños.